# Сукромля (Тверська область)
Сукромля (рос. Сукромля) — село в Торжоцькому районі Тверської області Російської Федерації.
Населення становить 390 осіб. Входить до складу муніципального утворення Сукромленське сільське поселення.

## Історія
Від 2005 року входить до складу муніципального утворення Сукромленське сільське поселення.

## Населення
| 1859 | 1884 | 1897 | 1989 | 2002 | 2010 |
| ---- | ---- | ---- | ---- | ---- | ---- |
| 539  | ↗732 | ↗811 | ↘473 | ↘395 | ↘390 |